# Thelypteris martinezii
Thelypteris martinezii är en kärrbräkenväxtart som beskrevs av Alan Reid Smith. Thelypteris martinezii ingår i släktet Thelypteris och familjen Thelypteridaceae. Inga underarter finns listade.